# Jamajka na Letnich Igrzyskach Olimpijskich 1952
Jamajkę na Letnich Igrzyskach Olimpijskich 1952 w Helsinkach reprezentowało 10 zawodników w dwóch dyscyplinach.

## Wyniki

### Lekkoatletyka
- Byron LaBeach
- Les Laing
- Herb McKenley
- George Rhoden
- Arthur Wint
- Kathleen Russell
- Hyacinth Walters

### Kolarstwo
- Ken Farnum